# تفسیرالقرآن و هوالهدی و الفرقان
تفسیر القرآن هوالهُدی و الفرقان که با نام تفسیر سید احمد خان هندی نیز شناخته می‌شود، یک تفسیر قرآن است که توسط سید احمد خان هندی از پیشگامان اصلاح‌طلبیِ هند به زبان اردو و از سورۀ حمد تا انتهای سورۀ نحل تألیف شده‌است. طرح دیدگاه‌های خاص در این تفسیر سبب شده است که به آن صفاتی چون «تفسیر مادی‌گرا» نسبت دهند.

## مؤلف اثر
سید احمد خان هندی فرزند محمدتقی خان، در سال ۱۸۲۷ میلادی و در دهلی متولد شد. ابتدا مدتی به عنوان بایگان در دادگاه جنایی وابسته به انگلیس در هند خدمت کرد. او در خاموش کردن تظاهرات مسالمت‌آمیز شورش انقلابی هند به نفع انگلیسی‌ها کوشید. وی به خاطر خدماتی که به انگلیس داشت مقرری سالانه و لقب سِر (شوالیه) از دولت انگلیس گرفت. دو فرزندش برای ادامه تحصیلات به انگلیس برد و پس از دیدن پیشرفت‌های اروپا از نزدیک، علاقه‌مند‌ به تاسیس انجمن‌های علمی و دانشگاهی به سبک دانشگاه‌های اروپایی شده و در علیگر هندوستان دانشگاهی تأسیس کرد.

## شیوه نگارش
احمد خان در اثرش، تعداد محدودی از آیات قرآن را انتخاب و تفسیر می‌کند. وی در تفسیرش تلاش می‌کند علاوه بر اصلاح دیدگاه مسلمانان و پاک‌کردن خرافات و ناخالصی های آنان، به اعتراضات مخالفان و مستشرقان پاسخ دهد؛ از این‌رو به آیات اخلاقی نمی‌پردازد. ولی در عوض به موضوعات کلامی، مانند نبوت و معاد بسیار می‌پردازد. وی همچنین به بحث‌های فقهی نیز می‌پردازد و تلاش می‌کند تا حکمت احکام را بیان و آن را با زمان روز تطبیق و کارآمدی آن را اثبات کند.

## انگیزه و نگرش‌های مؤلف
سید احمد خان، همان‌طور که از مقدمه تفسیرش پیداست، نگران «تعارض دین و علم» و افول ارزش‌های معنوی در جامعه اسلامی است. او چارۀ این خطر را نه در نفی دین می‌داند و نه سکوت در برابر این موضوع؛ بلکه او معتقد به بازسازی اندیشۀ دینی و انطباق دادن مداوم حقایق دین با یافته‌های علمی و عقلی است. از این انتقاد که بگذریم، «از حق نباید گذشت که انتقادات سید احمد خان ناظر به محیط هند و حجم فوق‌العاده خرافات و دغدغه خاطر به خاطر عقب‌ماندگی جامعۀ مسلمانان بوده و لذا نباید برخی از انتقادات او از درک نادرست معارف اسلامی را نادیده گرفت». البته انتقاد به مشی سیاسی وی خارج از بحث این نوشته‌ است.
سید احمد خان با مشاهده عقب‌ماندگی نسبی هندوها، تصمیم گرفت برای بهبود اوضاع مسلمانان اقدامی فرهنگی کند. دانشگاه علیگره را بنا نهاد؛ در نشر علم و فرهنگ کوشید و با سخنرانی‌ها و نگارش کتاب با عقاید سخیف آنان مبارزه کرد. به همین دلیل با خرافات و عقاید تسلیم‌گرایانه مبارزه کرد و آنها را علل عقب‌ماندگی مسلمانان برشمرد. در این میان، سخت شیفتۀ فرهنگ و تمدن جهان غرب شد و ناخودآگاه تحلیل‌هایی ارائه داد که مبتنی بر دانش‌های اروپایی و مخالف برداشت‌های اسلامی بود.

## انتقادات
اسلام‌گرایان معتقد‌اند: این تفسیر به شیوۀ عقلانیِ‌افراطی و در اثر خودباختگی نویسنده نگارش شده‌است و در هر آیه که در آن ذکری از مَلِک، جن، وحی یا معجزات انبیا آمده، آن را از ظاهر خود خارج کرده و تأویلات غیرمنطقی و بی‌اساس کرده‌است. همچنین با افراط آیات قرآن را تفسیر علمی نموده‌ و فرضیه‌های مختلف و ناپایدار علمی را در تفسیرش جا داده‌است. دیگر منتقدان بیان میکنند: «کالبد شکافی دیدگاه تلفیقی سید احمد خان هندی نشان می‌دهد که وحی و تجربه‌هایی از این قبیل، مواردی نفسانی هستند و سخنان خدا، همان سخنان پیامبر است؛ در نتیجه وحی، تابع پیامبر و زاییدۀ افکار اوست. او گرچه تلاش می‌کند با عبارات ما ینطق عن الهوی به آن ساختاری الهی بدهد؛ اما این تجربۀ الهام‌گونه، خود دارای اشکالات فراوانی‌است. آسیب‌های مبنایی این نگره علاوه بر تناقض در دیدگاه، مشکل هستی شناختی‌است که در آن خدا، نقش چندانی در شکل‌دهی وحی ندارد. این دیدگاه به لحاظ روش دچار رأی‌گروی و تأویل‌گرایی گردیده که سعی می‌کند وحی را با جنبه‌های طبیعی توجیه نماید و جنبۀ ناسوتی دادن به وحی، باعث پذیرش تکثرگرایی دینی گردیده که نوعی غرب‌زدگی در افکار را به همراه دارد و به رواج اندیشه‌های نوگرایانه و انحرافی انجامیده که آسیب‌های جدی بر اسلام در شبه‌قاره هند وارد ساخته است.»

### دیدگاه سیدجمال الدین اسدآبادی
سید جمال‌الدین اسدآبادی از پیشرو‌ان اسلام‌گرایی، در زمانی که در هند در تبعید به سر می‌برد، با اندیشه‌های سید احمد خان آشنا می‌شود و رساله پنچریه را در رد او می‌نویسد و در مقاله‌ای با عنوان «تفسیر و مفسر» دربارۀ تفسیرش می‌نویسد:
«شنیدم که شخصی در حالت کبر سنّ و کثرت تجربیات و سیاحت ممالک فرنگ، پس از کدّ و جهد، به جهت اصلاح جامعۀ اسلامی تفسیری بر قرآن نوشته‌است … گمان بردم که گمشدۀ خود را یافته‌ام؛ ولی چون تفسیر به نظرم گذشت، دیدم به هیچ وجه در راه یاد شده قدم نگذارده؛ تنها همت خود را بر آن گماشته که هر آیه‌ای که در آن ذکری از مَلِک یا جن یا روح‌الامین یا وحی یا جنت و نار یا معجزه‌ای از معجزات انبیا می‌رود، آن آیه را از ظاهر خود برآورده، به تأویلات بارده زندیق‌های قرون گذشته تأویل نماید. فرق همین است که زنادقه سلف دانشمندانی بوده‌اند و این مفسر بی‌چاره بسیار عوام است؛ لَهذا نمی‌تواند اقوال ایشان را هم بخوبی فرا گیرد … و عجیب‌تر آن است که این مفسر، رتبه‌ی مقدسۀ الهیّه نبوت را تنزل داده، به پایه «مصلح مذهبی» فرود آورده و انبیا را چون «واشینگتن» و «ناپلئون» و… گمان کرده‌است!»